# Jérémy Pied
Jérémy Pied (født 23. februar 1989 i Grenoble, Frankrig) er en fransk fodboldspiller, der spiller som angriber hos Premier League-klubben Southampton. Han har tidligere spillet i Olympique Lyon, FC Metz og Guingamp.